# The Fens

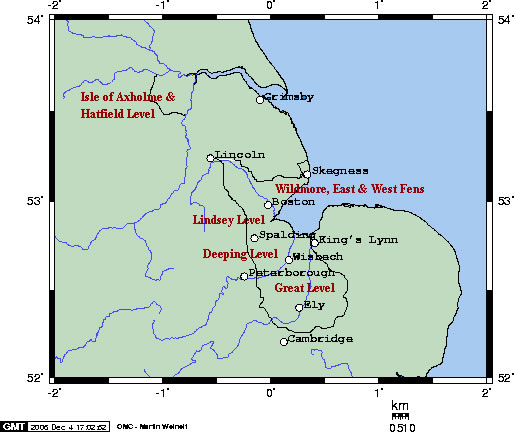
Mapa przedstawiająca obszar The Fens

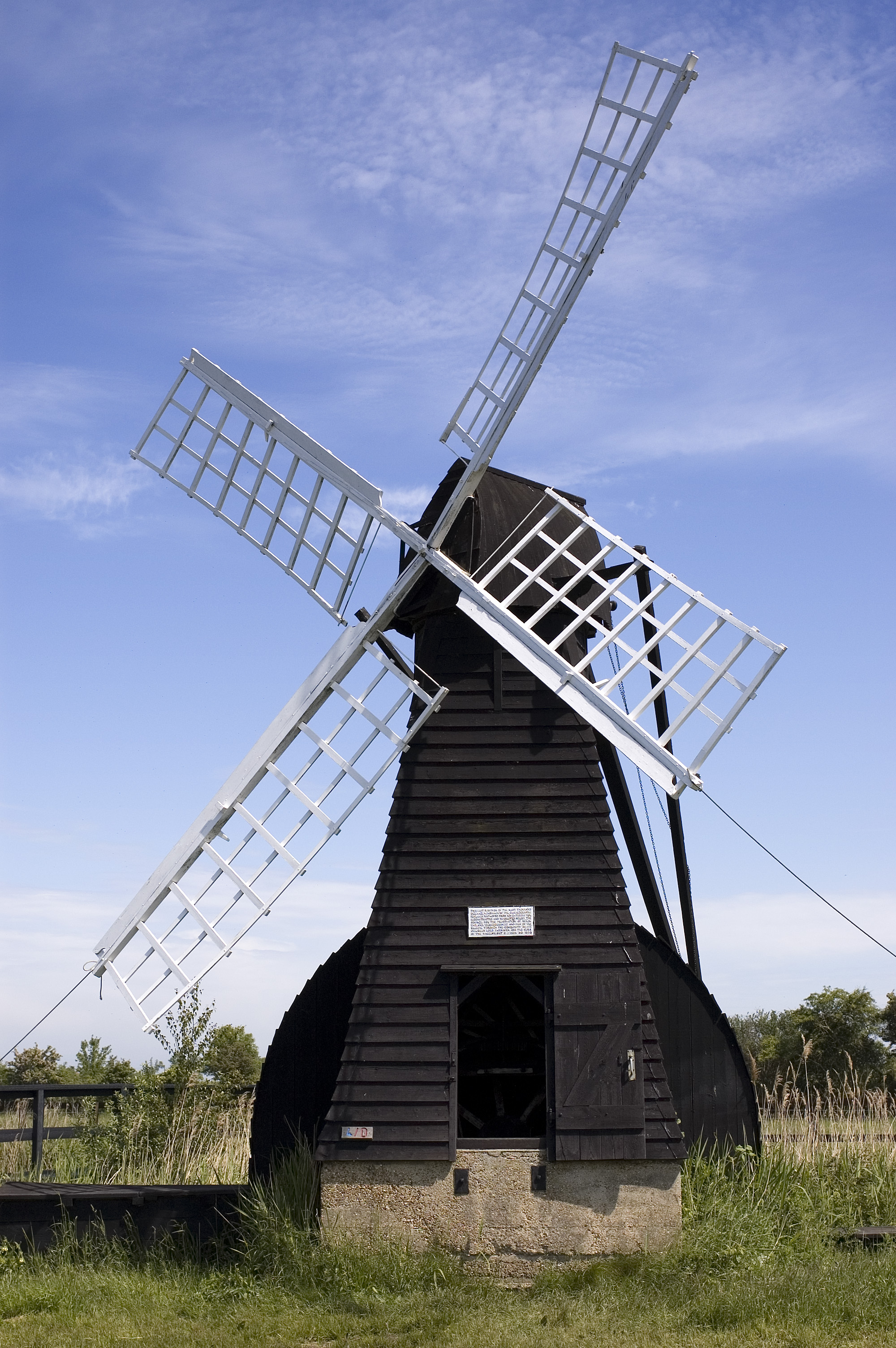
Wiatrak napędzający pompę wodną na terenie Wicken Fen

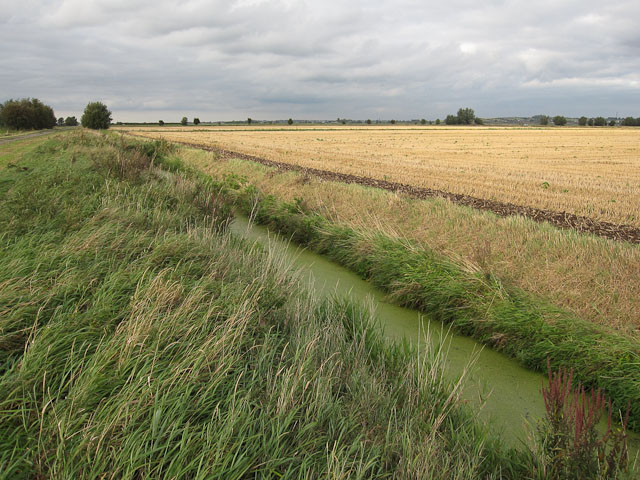
Kanał i pola uprawne na zachód od miasta Ely

The Fens (również Fenland, Fenlands) – kraina geograficzno-historyczna we wschodniej Anglii obejmująca południową część hrabstwa Lincolnshire, północną Cambridgeshire i zachodnią Norfolku. Obszar The Fens, liczący ok. 4000 km² i częściowo depresyjny, w przeszłości pokryty był torfowiskami. Obecnie znaczna jego część jest osuszona i wykorzystywana rolniczo.
Słowa fen oraz fenland, od których pochodzi nazwa regionu, w języku angielskim oznaczają nizinne tereny podmokłe.

## Geografia
Region The Fens jest nizinną podmokłą równiną, na pograniczu Anglii Wschodniej i krainy Midlands, położoną na południe i zachód od zatoki The Wash, z pozostałych stron otoczoną wzgórzami. Środkowa część regionu jest depresyjna z pojedynczymi niskimi wzniesieniami, które ze względu na to, że w przeciwieństwie do otaczających je mokradeł pozostawały suche, nazywano wyspami (m.in. Isle of Ely). Na terenie The Fens znajduje się najniżej położone miejsce w Anglii – Holme Fen (2,75 m p.p.m) w pobliżu wsi Holme.
Obszar The Fens poprzecinany jest licznymi kanałami oraz rzekami uchodzącymi do zatoki The Wash (m.in. Great Ouse, Nene, Welland i Witham).
Na terenie The Fens znajdują się dwa miasta posiadające status city – Ely w środkowej części regionu oraz Peterborough na jego zachodnim skraju. Innymi ważniejszymi miastami krainy są Boston, King’s Lynn, March, Spalding, Whittlesey oraz Wisbech.

## Historia
Obszar ten zamieszkany był i wykorzystywany rolniczo już w czasach rzymskich, lecz wraz z wycofaniem się Rzymian z Brytanii i nastaniem czasów anglosaskich praktycznie opustoszał. W średniowieczu na niewielką skalę rozpoczęto próby zasiedlenia terenu The Fens, jednak dopiero w połowie XVII wieku, za sprawą Francisa Russella, 4. earla Bedford, który sprowadził holenderskiego inżyniera Corneliusa Vermuydena, zaczęto osuszanie okolicznych mokradeł na potrzeby rolnictwa. Początkowo wykorzystywano do tego celu kanały, odprowadzające nadmiar wody z pól. W drugiej połowie XVII wieku powstały pierwsze pompy napędzane wiatrakami. Podstawą gospodarki nadal pozostawało wówczas rybołówstwo oraz polowania na ptactwo. W 1810 roku wiatraki zaczęto zastępować stacjami pomp napędzanymi silnikami parowymi, choć część z nich zachowała się aż do XX wieku. Obecnie wykorzystywane są pompy napędzane silnikami wysokoprężnymi.
Region The Fens jest obecnie jednym z najżyźniejszych obszarów rolniczych Anglii, wykorzystywanym do uprawy zbóż, ziemniaków, kwiatów, warzyw oraz owoców. Do dziś zachowała się niewielka część nieosuszonych mokradeł, m.in. Wicken Fen należące do fundacji National Trust.